# Agrotera citrina
Agrotera citrina là một loài bướm đêm trong họ Crambidae.